# SN 2008hb
SN 2008hb – supernowa typu Ia odkryta 21 września 2008 roku w galaktyce A222514-0143. W momencie odkrycia miała maksymalną jasność 21,80m.